# Сан-Андрес (острів)
Сан-Андрес (ісп. San Andrés) — кораловий острів у Карибському морі. Входить до складу Колумбії. Історично острів пов'язаний зі Сполученим Королівством. Сан-Андрес, а також прилеглі острови Провіденсія і Санта- Каталіна утворюють департамент Сан-Андрес-і-Провіденсія. Сан-Андрес — найбільший острів із департаменту. Офіційні мови на острові - іспанська, англійська та райсальська креольська мова.
Хоча Сан-Андрес і входить до складу Колумбії, але розташований приблизно за 750 км на північ від материкової частини країни. Архіпелаг охоплює загальну площу 57 км2, а сам острів — 26 км2. У 2000 році острів став частиною Біосферного заповіднику морських квітів з метою забезпечення збереження різноманітної  екосистеми острова.
Однойменна столиця департаменту розташована на північній околиці острова. Уздовж 30 км дороги, що проходить навколо острова, є безліч пляжів, коралових рифів, кеїв, дихал та бухт. 